# Петер Вайс
Петер Вайс (на немски: Peter Weiss) е германско-шведски белетрист, есеист, художник, график, драматург и автор на експериментални филми.
Петер Вайс си създава име в следвоенната немска литература като авангардистки писател, автор на автобиографична проза (повестта „Раздяла с родителите“ (1961) и политически ангажиран драматург. Международен успех му донася пиесата „Марат/Сад“ (1962–1965). Основна белетристична творба на Петер Вайс е тритомният роман „Естетика на съпротивата“ (1975–1981).

## Биография и творчество
Роден е на 8 ноември 1916 г. – в разгара на Първата световна война – в семейството на известна актриса. През 1929 г. семейството се установява в Берлин. В началото на 30-те години Петер Вайс развива голям интерес към изкуството и културата на Германия. В едно късно интервю той казва: „През онези години, между 1931 и 1933, придобих цялото си познание за литературата. Като съвсем млад изчетох целия Хесе, целия Томас Ман, целия Брехт.“ Петер Вайс започва да посещава художествено училище и активно да рисува. Негови образци стават германските експресионисти Емил Нолде, Паул Клее и Лионел Файнингер.
От началото на 1935 г. семейство Вайс живее в южните покрайнини на Лондон. В английската столица Петер Вайс посещава Polytechnic School of Photography, противно на родителските представи за професионалното развитие на сина им, примирени с идеята „поне да научи фотография“. Между другото Петер Вайс рисува картината Машините нападат хората с мечтата да стане голям художник.
През 1936 г. семейството се преселва в чешкия град Варнсдорф. Петер Вайс продължава да пише и да рисува. През 1937 г. се свързва с Херман Хесе, чиито творби са за него огледало на вътрешната битка за самоопределение. Хесе окуражава младия автор в творческите му амбиции и през лятото на същата година Петер Вайс за първи път посещава бъдещия нобелист в Монтаньола, Швейцария.
В края на 1940 г. Петер Вайс се преселва в Стокхолм, където живее до края на дните си. Вайс остава чужд на немската емиграция в шведската столица и се посвещава на художествената си дейност. Създава картините Панаир в предградието и Амбулантният търговец. През март 1941 г. следва и първата му официална изложба в Стокхолмската изложбена зала. През 1944 г. Петер Вайс участва в експозицията „Художници в изгнание“ в Стокхолм и Гьотеборг. Две години по-късно получава шведско гражданство.
През 1947 г. Петер Вайс публикува в реномирано стокхолмско издателство първата си книга – сборник с 30 стихотворения в проза под заглавие „От остров на остров“ на шведски език. През 1961 г. в Германия излиза повестта му „Раздяла с родителите“ – размишления върху собственото детство и историята на семейството му до началото на Втората световна война. За шведското издание на книгата (1962) Вайс създава девет колажа, които по-късно влизат и в новото немско издание. Във връзка с тази своя автобиографична книга Петер Вайс за първи път участва през 1962 г. в срещата на значимото немско литературно сдружение Група 47.
На 29 април 1964 г. в берлинския театър Фридрих Шилер се играе драмата на Петер Вайс „Преследването и убийството на Жан-Пол Марат, представено от актьорската трупа на приюта Шарентон под ръководството на господин Дьо Сад“. Постановката е на известния полски режисьор Конрад Свинарски. Пиесата излага конфликта между доведения до крайност индивидуализъм и идеята за политически и социален прелом. Този конфликт се олицетворява от фиктивния сблъсък между революционера Жан-Пол Марат и човека на насладите Дьо Сад. Драмата, позната повече с краткото си наименование „Марат/Сад“, има световен успех и през 1966 г. е отличена с американската награда Tony Award „за най-добра пиеса“. Подтикнат от шведския режисьор Ингмар Бергман Петер Вайс създава през 1974 г. сценична версия на незавършения роман на Франц Кафка „Процесът“.
През 1975 г. излиза първият том от основната творба на Петер Вайс „Естетика на съпротивата“, над която писателят е работил от 1972 г. Романът има за цел да обхване и опише историческите и обществените условия, а също естетическите и политическите прозрения на работническото движение през годините на съпротивата срещу националсоциализма. Отначало книгата събужда във Федералната република ожесточено отрицание, обвиняват Вайс, че на политическото си пристрастие е пожертвал своите естетически възгледи и идентичността си на творец. Когато през 1978 и 1981 г. излизат вторият и третият том на романа, се разгръща широка литературна дискусия, която в последна сметка довежда до положителни оценки.
През 1981 г., малко преди смъртта си, Петер Вайс публикува том с дневници, в които изяснява работата си над „Естетика на съпротивата“. Посмъртно излиза и втори том с негови дневници.
Скоро след премиерата на пиесата му „Новият процес“ Петер Вайс умира на 10 май 1982 г. от инфаркт. Няколко дни преди смъртта си узнава, че Германската академия за изящни изкуства е решила да му присъди наградата Георг Бюхнер – най-значимото отличие в немската езикова общност.
В чест на писателя през 1990 г. е учредена от град Бохум международната културна награда „Петер Вайс“.

### Проза
- 1947: Från ö till ö
- 1948: De besegrade
- 1948: Der Vogelfreie
- 1953: Duellen
- 1956: Avantgardefilm
- 1960: Der Schatten des Körpers des Kutschers, Mikro-Roman
- 1961: Abschied von den Eltern, Erzählung (Раздяла с родителите)
- 1962: Fluchtpunkt, Roman
- 1963: Das Gespräch der drei Gehenden, Fragment
- 1968/71: Rapporte
- 1975–1981: Die Ästhetik des Widerstands, Roman
- 1981/82: Notizbücher. 1971–1980 / Notizbücher. 1960–1971 Zwei Bände

### Пиеси
- 1948: Rotundan
- 1952: Försäkringen
- 1963: Nacht mit Gästen
- 1962–65: Die Verfolgung und Ermordung Jean Paul Marats dargestellt durch die Schauspielgruppe des Hospizes zu Charenton unter Anleitung des Herrn de Sade
- 1963–68: Wie dem Herrn Mockinpott das Leiden ausgetrieben wird
- 1964: Inferno
- 1965: Die Ermittlung
  - Следствието, Народна култура, 1968
- 1967: Gesang vom lusitanischen Popanz
- 1968: Diskurs über die Vorgeschichte und den Verlauf des lang andauernden Befreiungskrieges in Viet Nam als Beispiel für die Notwendigkeit des bewaffneten Kampfes der Unterdrückten gegen ihre Unterdrücker sowie über die Versuche der Vereinigten Staaten von Amerika die Grundlagen der Revolution zu vernichten
- 1969: Trotzki im Exil
  - Троцки в изгнание, Black Flamingo, 2012
- 1971: Hölderlin
- 1974: Der Prozess
- 1982: Der neue Prozess

## Награди
- 1938: Preis der Prager Akademie der Bildenden Künste für Das große Welttheater und Gartenkonzert
- 1963: Charles-Veillon-Preis für Fluchtpunkt
- 1965: Награда Лесинг
- 1965: Literaturpreis der schwedischen Arbeiterbildungsbewegung
- 1966: Награда Хайнрих Ман
- 1966: Tony Award for Best Play für Marat/Sade
- 1967: Carl-Albert-Anderson-Preis (Stockholmer Kulturpreis)
- 1978: Thomas-Dehler-Preis des Bundesministeriums für innerdeutsche Beziehungen
- 1981: „Награда на Югозападното радио“
- 1981: Награда Хайнрих Бьол
- 1982: Бременска литературна награда, за Естетика на съпротивата
- 1982: Награда Георг Бюхнер (посмъртно)
- 1982: Schwedischer Theaterkritikerpreis (посмъртно)